# 石硤尾滙豐銀行縱火案

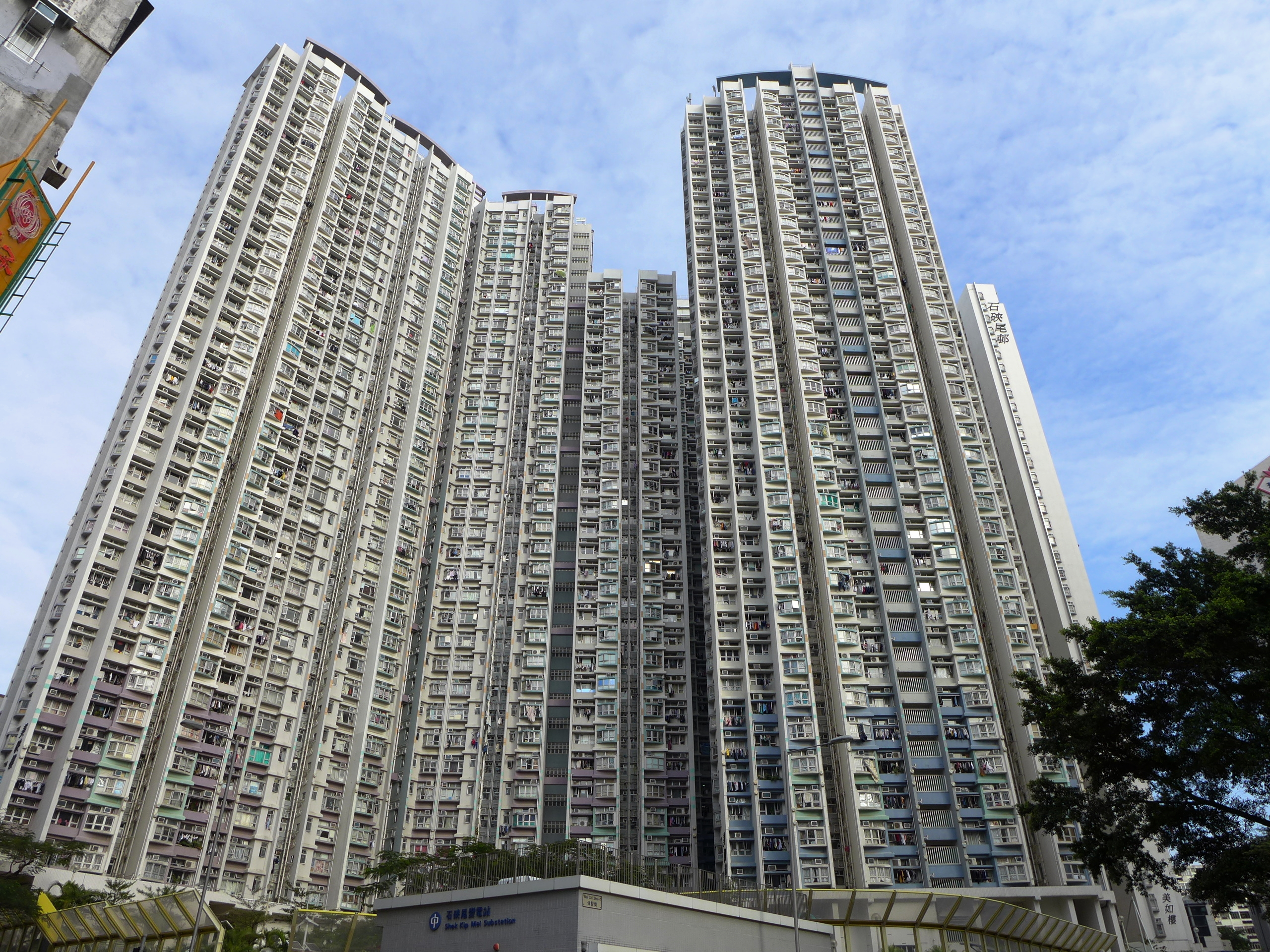
事發的第一座已拆卸並重建為美映樓前面的公園

石硤尾滙豐銀行縱火案是發生於1994年的香港九龍石硤尾邨的一級火警，造成12死1傷。

## 縱火經過
1994年1月10日上午約11時，朱寶光（41歲）因為不滿他的妻子離家出走，遂拿著兩罐天拿水闖進石硤尾邨第一座地下的香港上海滙豐銀行分行內，向職員查詢其妻子的下落（其妻子有朋友在該分行內工作）。該名男子疑因良久未獲回覆，便把天拿水倒在地上，並用打火機燃點報紙投向天拿水縱火。銀行內的顧客和職員立即逃出銀行外；但在櫃位內工作的13名職員，卻因電子門鎖停電無法操作，加上後門被鎖上，逃生無門，被困銀行內，需由消防員救出。其中兩名職員當場窒息死亡，其餘11名職員中，除了1名女職員梅燕兒生還外，另外10人分別於事發後2至21天內先後不治。
| 姓名   | 性別 | 年齡 | 職位       | 送往醫院 | 死亡日期 | 備註           |
| ------ | ---- | ---- | ---------- | -------- | -------- | -------------- |
| 歐慧明 | 女   | 28   | 分行主任   | 廣華醫院 | 1月17日  |                |
| 許耀光 | 男   | 38   | 分行經理   | 廣華醫院 | 1月21日  |                |
| 李志宏 | 男   | 55   | 分行副理   | 明愛醫院 | 1月17日  |                |
| 葉玉芬 | 女   | 45   | 辦公室助理 | 明愛醫院 | 1月10日  |                |
| 夏明安 | 男   | 20   | 櫃位員     | 明愛醫院 | 1月26日  |                |
| 李淑儀 | 女   | 32   | 櫃位員     | 明愛醫院 | 1月17日  |                |
| 孔明詩 | 女   | 41   | 櫃位員     | 明愛醫院 | 1月18日  |                |
| 雷秀珠 | 女   | 26   | 職員       | 廣華醫院 | 1月11日  |                |
| 廖佩姬 | 女   | 26   | 職員       | 廣華醫院 | 1月11日  | 已懷三個月身孕 |
| 趙露梅 | 女   | 33   | 職員       | 明愛醫院 | 1月10日  |                |
| 余詠清 | 女   | 35   | 職員       | 明愛醫院 | 1月13日  |                |
| 余翠薇 | 女   | 40   | 職員       | 明愛醫院 | 1月31日  |                |

## 調查結果
消防處經調查後，發現銀行內的櫃檯範圍與等候服務區之間，有一道用電子鎖控制開關的鐵閘分隔；在火警發生時，由於電源中斷，電子鎖因停電失效，不能將鐵閘解鎖；滙豐銀行又基於保安理由，沒有為該道鐵閘裝上緊急開門裝置，故此鐵閘在停電時無法開啟；匯豐銀行亦把該分行的後門鎖上，案發時銀行內的職員無法經後門逃生；由於櫃檯的鐵閘及後門都無法開啟，當火警發生時職員不但無法經前門或後門離開，也阻礙了消防員的拯救行動，而且銀行內並沒有設置自動灑水設備減緩火勢，被困於櫃檯及辦公檯範圍內的職員很快便因為濃煙而窒息，引致人員嚴重傷亡。

## 事後及判刑
12名滙豐職員均是吸入過量濃煙而致命的，當中有一名26歲女死者廖佩姬更懷有三個月身孕。慘劇中唯一倖存者是31歲女櫃位員梅燕兒，她在火警發生時躲在廁所裏，並以濕毛巾掩著口和鼻，大大減少所吸入的濃煙，才得以保住性命。由於她事後患上創傷後遺症，獲匯豐銀行體恤即時給予無限期有薪停職休假，直到退休。
事件令政府修訂相關的建築物條例和消防條例，包括要求所有銀行辦事處必須備有火警逃生的後門通道，強制設置消防灑水系統，電鎖在斷電時必須有緊急開門裝置等。
該處後來改建成香港紅十字會捐血站，直到2012年石硤尾邨拆卸重建為止，現址為石硤尾邨美映樓前面的公園，有靈異節目主持將縱火案與2014年石硤尾邨美映樓爆炸事件拉上關係，說成是同一位置。
縱火男子朱寶光於同年4月被最高法院（現高等法院）判處1項縱火及12項誤殺罪名成立，但基於被告精神錯亂才犯案，故此僅入獄20年，後來因為扣除公眾假期，已於2007年出獄。

## 外部連接
- 頭條新聞－頭條中的頭條（內有相關影片：1994年1月 石硤尾匯豐銀行縱火案） （页面存档备份，存于）
- 重案組黃Sir網上版：火燒銀行枉送十三命（12屍13命） （页面存档备份，存于）
- Youtube影片：UonLIVE重案法庭節目-石硤尾匯豐銀行縱火案，兇手家屬親述案情